# كاميلا ساند أندرسن
كاميلا ساند أندرسن (بالدنماركية: Camilla Sand Andersen)‏ (14 فبراير 1986 - ) هي مدربة كرة قدم ولاعبة كرة قدم دانمركية في مركز الدفاع. شاركت مع منتخب الدنمارك لكرة القدم للسيدات. أما مع النوادي، فقد لعبت مع Fortuna Hjørring ‏.

## وصلات خارجية
- كاميلا ساند أندرسن على موقع الاتحاد الدولي (مؤرشف)  (الإنجليزية)
- كاميلا ساند أندرسن على موقع قاعدة بيانات كرة القدم.إي يو (الإنجليزية)
- كاميلا ساند أندرسن على موقع Soccerway.com (الإنجليزية)
- كاميلا ساند أندرسن على موقع عالم كرة القدم.نت (الإنجليزية)